# Musiketnologiska sällskapet i Finland
Musiketnologiska sällskapet i Finland (finska: Suomen etnomusikologinen seura) är ett finländskt musiketnologiskt sällskap. 
Musiketnologiska sällskapet i Finland, som har sitt säte i Helsingfors, grundades 1974 och utger sedan 1978 tidskriften Musiikin suunta och sedan 1986 årsboken Etnomusikologian vuosikirja. Organisationen är ansluten till Vetenskapliga samfundens delegation.